# Аббас аль-Мусаві
Аббас аль-Мусаві (араб. عباس الموسوي, нар. 1952 — пом. 1992) — впливовий богослов серед ліванських шиїтів, співзасновник і генеральний секретар Хезболли. Був убитий ізраїльськими силами оборони в 1992 році.

## Молодість і освіта
Муссаві народився в сім'ї шиїтів в селі Аль-Набі Шайт в долині Бекаа в Лівані в 1952 році. Протягом восьми років вивчав богослов'я в релігійній школі в Наджафі в Іраку, де знаходився під впливом поглядів іранського Хомейні. Муссаві був студентом в хаузі в Наджафі, де вчився у Великого аятоли сеїда Мухаммада Бакіра ас-Садра, впливового шиїтського священнослужителя, філософа, політичного діяча і засновника партії Дава в Іраку.

## Діяльність
Аль-Муссаві повернувся в Ліван в 1978 році. Разом з Субхі аль-Туфайлі він виступив ініціатором створення руху Хізбалла у Бекаа в 1982 році, в одній з трьох основних областей шиїтського населення в Лівані . З 1983 по 1985 рік служив оперативним керівником апарату Спеціальної безпеки Хізбалли. З кінця 1985 до квітня 1988 року був головою військового крила Хізбалли — Ісламського опору.
За деякими даними (інші джерела приписують акт Субхі аль-Туфайлі), аль-Мусаві відповідальний за викрадення підполковника Вільяма Хіггінса, коли він командував Ісламським опором Хізбалли, (військове крило руху).
У 1991 році Хезболла вступила в нову еру із закінченням як ірано-іракської війни і ліванської громадянської війни. Новий лідер руху вважав, що необхідно визволити західних заручників, захоплених Хезболлою, і змістити акцент Хізбалли на діяльність опору проти Ізраїлю.
Аль-Мусаві також пообіцяв «посилити військові, політичні та популярні дії для того, щоб підірвати мирні переговори.» Він не підтримував ведення основного напрямку політики. На відміну від інших фігур Хізбалли, він виступав за прийняття таїфських угод, основною умовою який був відмова від теократичної держави в Лівані.

## Вбивство
16 лютого 1992 року, ізраїльські вертольоти Apache обстріляли ракетами кортеж аль-Мусаві на півдні Лівану, убивши аль-Мусаві, його дружину, його п'ятирічного сина і ще чотирьох осіб. Ізраїль заявив, що напад був спланований як спробу вбивства в знак відплати за викрадення і загибелі ізраїльських військовослужбовців, зниклих безвісти в 1986 році і викрадення офіцера морської піхоти США з підтримки миру ООН Вільяма Хіггінса в 1988 році.
У відповідь на це, організація Ісламський Джихад здійснила напад на посольство Ізраїлю в Буенос-Айресі. Після нападу, Ісламський джихад заявив, що операція була проведена для помсти за смерть мученика-немовляти Хусейна, п'ятирічного сина аль-Мусаві, який був убитий разом зі своїм батьком. Вважалося, що початковим планом Ізраїлю був викрасти аль-Мусаві, щоб обміняти на ізраїльських ув'язнених. Проте, Егуд Барак, ізраїльський начальник штабу, переконаний, що прем'єр-міністр Шамір дав ліцензію на його вбивство.
Замість Аль-Мусаві на посту генерального секретаря Хезболли став Саїд Гасан Насралла.